# 日立ニコトランスミッション
株式会社日立ニコトランスミッション（ひたちニコトランスミッション、英: Hitachi Nico Transmission Co., Ltd.）は、船舶・鉄道車両・建設機械・産業機械用のトランスミッションを製造する日本の機械メーカー。日立製作所の100 %子会社である。
会社の前身は新潟鐵工所のグループ企業であった新潟コンバーター株式会社で、「ニコ(NICO)」は同社の略称である。新潟コンバーターは、新潟鐵工所がトルクコンバータによる鉄道用液体式変速機を製造するため、アメリカ合衆国のツインディスク・クラッチ社と技術提携し、1952年12月に新潟県加茂市に設立された。このため現在に至るまで加茂市に工場を置き、変速機等の生産を継続している。
1990年代後期に新潟鐵工所の経営悪化が進み、2000年にカンパニー制への移行が図られた結果、2001年3月に新潟コンバーターは新潟鐵工所に合併され、同社のニコカンパニー部門となった。しかし新潟鐵工所は経営破綻により2001年11月には会社更生法を申請。経営破綻に伴う主要部門の委譲・再建過程で、ニコカンパニーは日立製作所が譲渡を受けることになり、日立は受け皿子会社として2003年3月20日に日立ニコトランスミッションを設立、4月に旧ニコカンパニーを吸収する形で発足した。
2006年4月に、日立製作所子会社の一つである日立インダストリイズ（当時）が再編され、他の日立系子会社との合併で日立プラントテクノロジー（2013年、日立製作所に吸収合併）となった際、インダストリイズの変速機部門をニコトランスミッションに移管した。

## 組織
- 本社・大宮事業所 - 埼玉県さいたま市北区吉野町1丁目405番地3
- 加茂事業所 - 新潟県加茂市大字下条戊405番地
- 関西支社 - 大阪市西区阿波座1丁目6番13号 （カーニープレイス本町6階）
- 札幌営業所 - 札幌市中央区北7条西13丁目9-1 （塚本ビル7号館6階）
- 福岡営業所 - 福岡市博多区博多駅東2丁目6番23号 （博多駅前第2ビル2階）